# Хюлькенберг, Нико
Ни́колас (Ни́ко) Хю́лькенберг (нем. Nicolas Hülkenberg; род. 19 августа 1987 года, Эммерих-ам-Райн, ФРГ) — немецкий автогонщик; гонщик Формулы-1; победитель гонки «24 часа Ле-Мана» (2015); обладатель Кубка мира A1 Grand Prix (2006—07) в составе национальной сборной Германии; чемпион серии GP2 (2009); чемпион Евросерии Формулы-3 (2008); победитель F3 Masters (2007). Был обладателем рекорда Формулы-1 по количеству проведённых Гран-при без единого подиума (238 гонок), пока на Гран-при Великобритании 2025 года впервые не поднялся на третье место.

## Личная жизнь
Хюлькенберг родился в Эммерихе-на-Рейне, Северный Рейн-Вестфалия (ФРГ), в семье Клауса Дитера Хюлькенберга и Сюзанны Хюлькенберг. Дитер Хюлькенберг владел судоходной компанией, расположенной в Эммерихе-на-Рейне. Хюлькенберг прошёл обучение в качестве экспедитора в компании своего отца.
Он свободно владеет немецким, голландским, французским и английским языками.
Хюлькенберг живет в Монако. Он женат на литовском модельере Eglė Ruškytė, с которой состоит в отношениях с 2015 года. У них есть дочь, родившаяся в 2021 году.

## Карьера

### Картинг
Начал карьеру с картинга в 1997 году, через пять лет он выиграл юниорский чемпионат Германии, в 2003 году стал лучшим по итогам абсолютного первенства.

### Формула-БМВ
В сезоне 2005 года перешёл в немецкое первенство Формулы-БМВ, подписав контракт с ведущей командой Josef Kaufmann Racing. Хюлькенберг за счёт стабильных финишей смог к концу года побороться за титул не только в кубке новичков, но и в абсолютном зачёте. Чуть удачнее, чем основной конкурент швейцарец Себастьен Буэми, проведя финальный этап сезона на Хоккенхаймринге, он завоевал титул победителя серии. В Мировом финале подобных серий из-за ошибочных действий на трассе в период режима машины безопасности он был оштрафован и занял третье место.

### Формула-3
В Формуле-3 сначала Хюлькенберг провёл год в немецком первенстве, затем ещё два сезона выступал в Евросерии. В сезоне 2008 года стал чемпионом евросерии. За год до того выиграл престижный F3 Masters на бельгийской трассе «Золдер».

### А1 Гран-при
Параллельно с этими гонками его менеджер Вилли Вебер устроил Хюлькенберга в серию A1 Grand Prix. При технической поддержке Super Nova Racing Хюлькенберг в чемпионате-2006/07 практически в одиночку привёз немецкую команду к титулу сильнейшей. По ходу того сезона он выиграл подряд шесть гонок. Немцы набрали 128 очков, опередив ближайшего конкурента[уточнить][кого?] на 35 баллов.

### GP2
В сезоне 2008 года осенью Хюлькенберг перешёл в гонки серии GP2. Сотрудничая со знакомым по Евросерии Формулы-3 коллективом ART Grand Prix, он провёл два этапа азиатского первенства, выиграл обе квалификации и одну из четырёх гонок. В гонках основного первенства, борясь с Виталием Петровым, Роменом Грожаном и Лукасом ди Грасси, Хюлькенберг одержал пять побед. По итогам сезона он набрал 100 очков, а ближайший конкурент[какой?] на четверть меньше.

### Формула-1

#### Карьера в Williams
В 2007 году Вебер организовал Хюлькенбергу тесты в составе команды Williams на трассе «Херес», по итогам которых был подписан контракт тестового гонщика на сезон 2008 года. Пара лет работы в команде в различных программах симуляций привела к тому, что когда накануне сезона 2010 года Williams отказался от сотрудничества с Toyota, то место Кадзуки Накадзимы было предложено занять именно Хюлькенбергу.
Хюлькенберг дебютировал в чемпионате мира на Гран-при Бахрейна, закончив гонку на 14-м месте. На третьем этапе в Малайзии он впервые пробился в третий сегмент квалификации, где заработал право стартовать с третьего ряда, а в гонке набрал первые очки. До конца года Хюлькенберг ещё семь раз участвовал во всех сегментах квалификационного отбора (на подсыхающей трассе в Интерлагосе он даже завоевал поул) и шесть раз финишировал в первой десятке, заняв в чемпионате 14-е место с двадцатью двумя очками. По окончании сезона соглашение с Хюлькенбергом не было продлено.

#### Карьера в Force India
Хюлькенберг подписал контракт третьего гонщика с командой Force India. Когда перед сезоном 2012 года команда вынуждена была временно отказаться от услуг Адриана Сутиля, заменой ему был выбран именно Хюлькенберг. Индийская машина весь сезон позволяла пилотам бороться в конце первой десятки: в квалификациях немец десять раз пробивался в третий сегмент, заняв на старте гонки в Хоккенхаймринге место на втором ряду. В гонках Хюлькенберг также был стабилен — 11 финишей в очковой зоне позволили ему набрать 66 очков и занять 11-е место в личном зачёте. В последней гонке сезона — в Бразилии — Хюлькенберг в сложных погодных условиях смог побороться за победу, но ошибка на мокрой трассе привела к развороту и штрафу, отбросившему его на пятое место.

#### Карьера в Sauber
Force India собиралась продлить контракт с Хюлькенбергом, но слухи о финансовых проблемах у владельцев индийского коллектива вынудили его отклонить предложение и подписать контракт с командой Sauber. На Гран-при Китая он даже лидировал в гонке. В дальнейшем, из-за проблем с финансированием развитие машины замедлилось, но начиная с Сильверстоуна Хюлькенберг стал регулярно финишировать в очковой группе, иногда борясь на равных с лидерами сезона, и к концу сезона попал в первую десятку чемпионата, вытянув Sauber на седьмую строчку кубка конструкторов.

#### Возвращение в Force India
Через год Sauber заметно сдал, а Хюлькенберг вернулся в Force India, прошедшую через смену регламента при сотрудничестве с Mercedes заметно продуктивнее: Хюлькенберг некоторое время боролся за третье место в чемпионате, но постепенно опустился на девятую строчку, набрав за 14 финишей в первой десятке 96 очков.

#### Резервный гонщик Racing Point (Aston Martin)
Перед Гран-при Великобритании Хюлькенберг заменил в составе Racing Point заразившегося коронавирусом Серхио Переса и принял участие в двух Гран-при: Великобритании и 70-летия. Не сумев стартовать в первой гонке по техническим причинам, во второй Хюлькенберг финишировал на 7-м месте, набрав для команды 6 очков. Перед квалификацией Гран-при Айфеля на Нюрбургринге стало известно о том, что Хюлькенберг заменит жаловавшегося на плохое самочувствие Лэнса Стролла. О замене стало известно в последний момент, и в квалификации Хюлькенберг смог показать лишь последнее время — но при этом в гонке он смог финишировать на 8-м месте.
В сезоне 2021 года Хюлькенберг вернулся в Формулу-1 в качестве резервного гонщика команды Aston Martin.
В начале сезона 2022 года Хюлькенберг заменил в составе Aston Martin заболевшего коронавирусом Феттеля и выступил на Гран-при Бахрейна и Саудовской Аравии. Не имея особого опыта за рулем данного автомобиля, Хюлькенберг смог в квалификации в Бахрейне опередить напарника по команде и ещё двоих соперников, в гонке же оказался последним, 17-м. Гонка в Саудовской Аравии ознаменовалась большим количеством сходов, однако машины Aston Martin финишировали на двух последних местах. При этом напарника Хюлькенберг опередил, завоевав 12-е место. В августе Хюлькенберг вернулся за руль машины Aston Martin для участия в шинных тестах Pirelli на Хунгароринге.

#### Карьера в Haas
17 ноября 2022 года было подтверждено, что Хюлькенберг станет основным гонщиком команды Haas в сезоне 2023 года, став напарником Кевина Магнуссена и заменив соотечественника Мика Шумахера.

#### Возвращение в Sauber (Audi)
26 апреля 2024 года было объявлено, что Хюлькенберг с сезона 2025 года присоединится к Sauber Motorsport AG по многолетнему контракту, где будет выступать за Audi в сезоне 2026 года.
6 июля 2025 года на Гран-при Великобритании в Сильверстоуне, выступая за команду Sauber, Хюлькенберг поднялся наконец на подиум, заняв 3-е место в гонке. Это был первый подиум гонщика, которого он добился в своём 239-м старте в Гран-при, а также первый подиум команды Sauber после Гран-при Японии 2012 года.

### Тесты IndyCar
25 октября 2021 года Хюлькенберг принял участие в тестах IndyCar в Barber Motorsports Park за рулем машины команды Arrow McLaren SP. Глава McLaren Racing Зак Браун накануне тестов заявил, что Хюлькенберг входит в число главных кандидатов на место третьего гонщика в команде.
Проехав более 100 кругов, Хюлькенберг показал лучшее время в 1:17,454, что примерно на секунду медленнее круга вице-чемпиона Indy Lights в сезоне 2021 года Дэвида Малукаса. Руководитель Arrow McLaren Тейлор Кил высоко оценил уровень вождения Нико Хюлькенберга.
Хюлькенберг не стал продолжать карьеру в IndyCar, заявив, что отказывается от участия по личным причинам.

## Статистика результатов
| 2005    | Формула-BMW ADAC                                      | Josef Kaufmann Racing     | 20         | 8          | 9          | 6          | 14         | 287        | 1  |
| 2005    | Мировой финал Формулы-BMW                             | Josef Kaufmann Racing     | 1          | 0          | 0          | 1          | 1          |            | 3  |
| 2006    | Немецкая Формула-3                                    | Josef Kaufmann Racing     | 18         | 1          | 3          | 5          | 6          | 78         | 5  |
| 2006    | V de V Challenge Endurance Moderne (Класс прототипов) | Griffith’s                | 2          | 1          | 2          | н/д        | 1          | 50         | 17 |
| 2006—07 | A1 Grand Prix                                         | Германия                  | 20         | 9          | 3          | 5          | 14         | 128        | 1  |
| 2007    | Евросерия Формулы-3                                   | ASM Formule 3             | 20         | 4          | 2          | 3          | 8          | 72         | 3  |
| 2007    | F3 Masters                                            | ASM Formule 3             | 1          | 1          | 0          | 0          | 1          |            | 1  |
| 2007    | Гран-при Макао Ф3                                     | ASM Formule 3             | 1          | 0          | 0          | 0          | 0          |            | 23 |
| 2008    | Евросерия Формулы-3                                   | ART Grand Prix            | 20         | 7          | 6          | 7          | 8          | 87         | 1  |
| 2008    | F3 Masters                                            | ART Grand Prix            | 1          | 0          | 1          | 0          |            |            | 2  |
| 2008    | Формула-1                                             | Williams F1               | тест-пилот | тест-пилот | тест-пилот | тест-пилот | тест-пилот | тест-пилот |    |
| 2008—09 | GP2 Asia                                              | ART Grand Prix            | 4          | 1          | 2          | 0          | 2          | 27         | 6  |
| 2009    | GP2                                                   | ART Grand Prix            | 20         | 5          | 3          | 5          | 10         | 100        | 1  |
| 2009    | Формула-1                                             | Williams F1               | тест-пилот | тест-пилот | тест-пилот | тест-пилот | тест-пилот | тест-пилот |    |
| 2010    | Формула-1                                             | Williams F1               | 19         | 0          | 1          | 0          | 0          | 22         | 14 |
| 2011    | Формула-1                                             | Force India F1            | тест-пилот | тест-пилот | тест-пилот | тест-пилот | тест-пилот | тест-пилот |    |
| 2012    | Формула-1                                             | Force India F1            | 20         | 0          | 0          | 1          | 0          | 63         | 11 |
| 2013    | Формула-1                                             | Sauber F1                 | 17         | 0          | 0          | 0          | 0          | 51         | 10 |
| 2014    | Формула-1                                             | Force India F1            | 19         | 0          | 0          | 0          | 0          | 96         | 9  |
| 2015    | Формула-1                                             | Force India F1            | 18         | 0          | 0          | 0          | 0          | 58         | 10 |
| 2015    | FIA WEC (класс LMP1)                                  | Porsche                   | 2          | 1          | 0          | 0          | 1          | 58         | 9  |
| 2016    | Формула-1                                             | Force India F1            | 21         | 0          | 0          | 1          | 0          | 72         | 9  |
| 2017    | Формула-1                                             | Renault F1                | 20         | 0          | 0          | 0          | 0          | 43         | 10 |
| 2018    | Формула-1                                             | Renault F1                | 21         | 0          | 0          | 0          | 0          | 69         | 7  |
| 2019    | Формула-1                                             | Renault F1                | 21         | 0          | 0          | 0          | 0          | 37         | 14 |
| 2020    | Формула-1                                             | Racing Point F1           | 2          | 0          | 0          | 0          | 0          | 10         | 15 |
| 2021    | Формула-1                                             | Астон Мартин              | тест-пилот | тест-пилот | тест-пилот | тест-пилот | тест-пилот | тест-пилот |    |
| 2022    | Формула-1                                             | Астон Мартин              | 2          | 0          | 0          | 0          | 0          | 0          | 22 |
| 2023    | Формула-1                                             | MoneyGram Haas F1 Team    | 22         | 0          | 0          | 0          | 0          | 9          | 16 |
| 2024    | Формула-1                                             | MoneyGram Haas F1 Team    | 24         | 0          | 0          | 0          | 0          | 41         | 11 |
| 2025    | Формула-1                                             | Stake F1 Team Kick Sauber | 14         | 0          | 0          | 0          | 1          | 37         | 9* |

* Сезон продолжается.

### Евросерия Формулы-3
| 2007 | ASM | Dallara F305/021 | Mercedes | HO1 2  | BR1 4 | NO1 НФ | MA1 НФ | MU1 21 | ZA1 6 | NÜ1 1 | CA1 2  | NO1 3  | HO1 1 | 72 | 3-й |
| 2007 | ASM | Dallara F305/021 | Mercedes | HO2 7  | BR2 6 | NO2 1  | MA2 14 | MU2 14 | ZA2 1 | NÜ2 4 | CA2 8  | NO2 3  | HO2 7 | 72 | 3-й |
| 2008 | ART | Dallara F308/009 | Mercedes | HO1 НФ | MU1 1 | PA1 НФ | NO1 1  | ZA1 1  | NÜ1 1 | BR1 1 | CA1 1  | LM1 24 | HO1 1 | 87 | 1-й |
| 2008 | ART | Dallara F308/009 | Mercedes | HO2 НФ | MU2 5 | PA2 16 | NO2 НФ | ZA2 13 | NÜ2 4 | BR2 5 | CA2 НФ | LM2 8  | HO2 3 | 87 | 1-й |

Жирным выделен старт с поул-позиции, курсивом — лучший круг в гонке.
В верхней строчке показаны результаты субботних гонок, в нижней — воскресных.

### GP2
| 2009 | ART | ESF 9  | MOF 5 | TUF 5 | GBF 3 | GEF 1 | HUF 1 | VAF 2 | BEF 2  | ITF 6 | POF 1  | 100 | 1-й |
| 2009 | ART | ESS 14 | MOS 3 | TUS 4 | GBS 5 | GES 1 | HUS 7 | VAS 1 | BES НФ | ITS 3 | POS 16 | 100 | 1-й |

Жирным выделен старт с поул-позиции. Курсивом — быстрейший круг в гонке.
В первой строчке показаны результаты длинных (субботних) гонок, во второй — спринтерских (воскресных) гонок.

### Формула-1
| Легенда к таблице |                                                                    |
| --- | ------------------------------------------------------------------ |
| В таблице перечислены результаты всех Гран-при Формулы-1, в которых принимал участие гонщик. Строками таблицы являются сезоны, столбцами — этапы чемпионата мира. В каждой клетке указаны сокращённое название этапа и результат, дополнительно обозначенный цветом. Расшифровка обозначений и цветов представлена в нижеследующей таблице. |                                                                    |
| \| Пример \| Описание \| \| ------------ \| ------------------------------------------------------------------ \| \| 1 \| Победитель \| \| 2 \| Второе место \| \| 3 \| Третье место \| \| 5 \| Финишировал, заработав очки \| \| Сход \| Не финишировал, но при этом заработал очки \| \| 12 \| Финишировал, не получив очков \| \| НКЛ \| Финишировал, но не попал в финальную классификацию \| \| 15 \| Участвовал вне зачёта, либо по отдельной классификации \| \| 18 \| Не финишировал, но попал в финальную классификацию \| \| Сход \| Не финишировал \| \| НКВ \| Не прошёл квалификацию \| \| НПКВ \| Не прошёл предквалификацию \| \| ДСК \| Дисквалифицирован \| \| ИСК \| Исключён из протокола соревнований \| \| ТТ \| Заявлен для участия только в тренировках \| \| НС \| Участвовал в квалификации, но не стартовал в гонке \| \| Т \| Травмирован или болен \| \| ОТК \| Отказ от участия \| \| НТР \| Прибыл на соревнования, но на трассу не выезжал \| \| НПР \| Был заявлен в числе участников, но не прибыл к началу соревнований \| \| О \| Соревнования отменены \| \| \| Не участвовал \| \| Поул-позиция \| \| \| Быстрый круг \| \| |                                                                    |
| Пример | Описание                                                           |
| 1 | Победитель                                                         |
| 2 | Второе место                                                       |
| 3 | Третье место                                                       |
| 5 | Финишировал, заработав очки                                        |
| Сход | Не финишировал, но при этом заработал очки                         |
| 12 | Финишировал, не получив очков                                      |
| НКЛ | Финишировал, но не попал в финальную классификацию                 |
| 15 | Участвовал вне зачёта, либо по отдельной классификации             |
| 18 | Не финишировал, но попал в финальную классификацию                 |
| Сход | Не финишировал                                                     |
| НКВ | Не прошёл квалификацию                                             |
| НПКВ | Не прошёл предквалификацию                                         |
| ДСК | Дисквалифицирован                                                  |
| ИСК | Исключён из протокола соревнований                                 |
| ТТ | Заявлен для участия только в тренировках                           |
| НС | Участвовал в квалификации, но не стартовал в гонке                 |
| Т | Травмирован или болен                                              |
| ОТК | Отказ от участия                                                   |
| НТР | Прибыл на соревнования, но на трассу не выезжал                    |
| НПР | Был заявлен в числе участников, но не прибыл к началу соревнований |
| О | Соревнования отменены                                              |
| | Не участвовал                                                      |
| Поул-позиция |                                                                    |
| Быстрый круг |                                                                    |

| Сезон | Команда                               | Шасси              | Двигатель                              | Ш | 1        | 2        | 3        | 4        | 5        | 6        | 7        | 8        | 9        | 10       | 11       | 12       | 13       | 14       | 15       | 16       | 17       | 18       | 19     | 20       | 21       | 22     | 23       | 24    | Место | Очки |
| ----- | ------------------------------------- | ------------------ | -------------------------------------- | - | -------- | -------- | -------- | -------- | -------- | -------- | -------- | -------- | -------- | -------- | -------- | -------- | -------- | -------- | -------- | -------- | -------- | -------- | ------ | -------- | -------- | ------ | -------- | ----- | ----- | ---- |
| 2010  | AT&T Williams                         | Williams FW32      | Cosworth CA2010 2,4 V8                 | B | БАХ 14   | АВС Сход | МАЛ 10   | КИТ 15   | ИСП 16   | МОН Сход | ТУР 17   | КАН 13   | ЕВР Сход | ВЕЛ 10   | ГЕР 13   | ВЕН 6    | БЕЛ 14   | ИТА 7    | СИН 10   | ЯПО Сход | КОР 10   | БРА 8    | АБУ 16 |          |          |        |          |       | 14    | 22   |
| 2011  | Force India F1 Team                   | Force India VJM04  | Mercedes FO 108X 2,4 V8                | P | АВС тест | МАЛ тест | КИТ тест | ТУР тест | ИСП тест | МОН      | КАН тест | ЕВР тест | ВЕЛ тест | ГЕР тест | ВЕН тест | БЕЛ тест | ИТА тест | СИН      | ЯПО      | КОР      | ИНД      | АБУ      | БРА    |          |          |        |          |       | —     | 0    |
| 2012  | Force India F1 Team                   | Force India VJM05  | Mercedes FO 108X 2,4 V8                | P | АВС Сход | МАЛ 9    | КИТ 15   | БАХ 12   | ИСП 10   | МОН 8    | КАН 12   | ЕВР 5    | ВЕЛ 12   | ГЕР 9    | ВЕН 11   | БЕЛ 4    | ИТА 21   | СИН 14   | ЯПО 7    | КОР 6    | ИНД 8    | АБУ Сход | США 8  | БРА 5    |          |        |          |       | 11    | 63   |
| 2013  | Sauber F1 Team                        | Sauber C32         | Ferrari Type 056 V8                    | P | АВС НС   | МАЛ 8    | КИТ 10   | БАХ 12   | ИСП 15   | МОН 11   | КАН Сход | ВЕЛ 10   | ГЕР 10   | ВЕН 11   | БЕЛ 13   | ИТА 5    | СИН 9    | КОР 4    | ЯПО 6    | ИНД 19   | АБУ 14   | США 6    | БРА 8  |          |          |        |          |       | 10    | 51   |
| 2014  | Sahara Force India F1 Team            | Force India VJM07  | Mercedes PU106A Hybrid 1,6 V6          | P | АВС 6    | МАЛ 5    | БАХ 5    | КИТ 6    | ИСП 10   | МОН 5    | КАН 5    | АВТ 9    | ВЕЛ 8    | ГЕР 7    | ВЕН Сход | БЕЛ 10   | ИТА 12   | СИН 9    | ЯПО 8    | РОС 12   | США Сход | БРА 8    | АБУ 6  |          |          |        |          |       | 9     | 96   |
| 2015  | Sahara Force India F1 Team            | Force India VJM08  | Mercedes PU106B Hybrid 1,6 V6          | P | АВС 7    | МАЛ 14   | КИТ Сход | БАХ 13   | ИСП 15   | МОН 11   | КАН 8    | АВТ 6    | ВЕЛ 7    | ВЕН Сход | БЕЛ НС   | ИТА 7    | СИН Сход | ЯПО 6    | РОС Сход | США Сход | МЕК 7    | БРА 6    | АБУ 7  |          |          |        |          |       | 10    | 58   |
| 2016  | Sahara Force India F1 Team            | Force India VJM09  | Mercedes PU106С Hybrid 1,6 V6          | P | АВС 7    | БАХ 15   | КИТ 15   | РОС Сход | ИСП Сход | МОН 6    | КАН 8    | ЕВР 9    | АВТ 19   | ВЕЛ 7    | ВЕН 10   | ГЕР 7    | БЕЛ 4    | ИТА 10   | СИН Сход | МАЛ 8    | ЯПО 8    | США Сход | МЕК 7  | БРА 7    | АБУ 7    |        |          |       | 9     | 72   |
| 2017  | Renault Sport F1 Team                 | Renault R.S.17     | Renault R.E.17 1,6 V6T                 | P | АВС 11   | КИТ 12   | БАХ 9    | РОС 8    | ИСП 6    | МОН Сход | КАН 8    | АЗЕ Сход | АВТ 13   | ВЕЛ 6    | ВЕН 17   | БЕЛ 6    | ИТА 13   | СИН Сход | МАЛ 16   | ЯПО Сход | США Сход | МЕК Сход | БРА 10 | АБУ 6    |          |        |          |       | 10    | 43   |
| 2018  | Renault Sport F1 Team                 | Renault R.S.18     | Renault R.E.18 1,6 V6T                 | P | АВС 7    | БАХ 6    | КИТ 6    | АЗЕ Сход | ИСП Сход | МОН 8    | КАН 7    | ФРА 9    | АВТ Сход | ВЕЛ 6    | ГЕР 5    | ВЕН 12   | БЕЛ Сход | ИТА 13   | СИН 10   | РОС 12   | ЯПО Сход | США 6    | МЕК 6  | БРА Сход | АБУ Сход |        |          |       | 7     | 69   |
| 2019  | Renault F1 Team                       | Renault RS19       | Renault E-Tech 19 1,6 V6               | P | АВС 7    | БАХ 17   | КИТ Сход | АЗЕ 14   | ИСП 13   | МОН 14   | КАН 7    | ФРА 8    | АВТ 13   | ВЕЛ 10   | ГЕР Сход | ВЕН 12   | БЕЛ 8    | ИТА 5    | СИН 9    | РОС 10   | ЯПО ДСК  | МЕК 10   | США 9  | БРА 15   | АБУ 12   |        |          |       | 14    | 37   |
| 2020  | BWT Racing Point F1 Team              | Racing Point RP20  | Mercedes M11 EQ Performance 1,6 V6 t   | P | АВТ      | ШТИ      | ВЕН      | ВЕЛ НС   | 70Л 7    | ИСП      | БЕЛ      | ИТА      | ТОС      | РОС      | АЙФ 8    | ПОР      | ЭМИ      | ТУР      | БАХ      | САХ      | АБУ      |          |        |          |          |        |          |       | 15    | 10   |
| 2022  | Aston Martin Aramco Cognizant F1 Team | Aston Martin AMR22 | Mercedes F1 M13 E Performance 1,6 V6 t | P | БАХ 17   | САУ 12   | АВС      | ЭМИ      | МАЙ      | ИСП      | МОН      | АЗЕ      | КАН      | ВЕЛ      | АВТ      | ФРА      | ВЕН      | БЕЛ      | НИД      | ИТА      | СИН      | ЯПО      | США    | МЕХ      | САП      | АБУ    |          |       | 22    | 0    |
| 2023  | Haas F1 Team                          | Haas VF-23         | Ferrari 066/10 1,6 V6 t                | P | БАХ 15   | САУ 12   | АВС 7    | АЗЕ 17   | МАЙ 15   | МОН 16   | ИСП 15   | КАН 15   | АВТ Сход | ВЕЛ 13   | ВЕН 14   | БЕЛ 18   | НИД 12   | ИТА 17   | СИН 13   | ЯПО 14   | КАТ 16   | США 11   | МЕХ 13 | САП 12   | ЛАС 19   | АБУ 15 |          |       | 16    | 9    |
| 2024  | Haas F1 Team                          | Haas VF-24         | Ferrari 066/10 1,6 V6 t                | P | БАХ 16   | САУ 10   | АВС 9    | ЯПО 11   | КИТ 10   | МАЙ 11   | ЭМИ 11   | МОН Сход | КАН 11   | ИСП 11   | АВТ 6    | ВЕЛ 6    | ВЕН 13   | БЕЛ 18   | НИД 11   | ИТА 17   | АЗЕ 11   | СИН 9    | США 8  | МЕХ 9    | САП ДСК  | ЛАС 8  | КАТ Сход | АБУ 8 | 11    | 41   |
| 2025  | Stake F1 Team Kick Sauber             | Kick Sauber C45    | Ferrari 066/12 1,6 V6 t                | P | АВС 7    | КИТ 15   | ЯПО 16   | БАХ ДСК  | САУ 15   | МАЙ 14   | ЭМИ 12   | МОН 16   | ИСП 5    | КАН 8    | АВТ 9    | ВЕЛ 3    | БЕЛ 12   | ВЕН 13   | НИД      | ИТА      | АЗЕ      | СИН      | США    | МЕХ      | САП      | ЛАС    | КАТ      | АБУ   | 9*    | 37*  |

* Сезон продолжается.

### 24 часа Ле-Мана
| Год  | Класс | №  | Шины | Команда | Напарники            | Машина                                    | Круги | ОП  | КП  |
| ---- | ----- | -- | ---- | ------- | -------------------- | ----------------------------------------- | ----- | --- | --- |
| 2015 | LMP1  | 19 | M    | Porsche | Эрл Бамбер Ник Тэнди | Porsche 919 Hybrid Porsche 2,0 L Turbo V4 | 395   | 1-й | 1-й |

### Комментарии
1. ↑  Получил дополнительные три очка за шестое место в спринте.
2. 1 2  Получил дополнительные два очка за седьмое место в спринте.
3. ↑  Получил дополнительное очко за восьмое место в спринте.